# Epichoristodes leucocymba
Epichoristodes leucocymba es una especie de polilla del género Epichoristodes, tribu Archipini, familia Tortricidae. Fue descrita científicamente por Meyrick en 1912.

## Distribución
La especie se distribuye por Madagascar.